# The Raging Wrath of the Easter Bunny
 The Raging Wrath Of The Easter Bunny es el primer demo del grupo Mr. Bungle, grabado y lanzado cuando los miembros aún iban al instituto. Descrito por ellos mismos como una broma y nada realmente serio, en él se pueden apreciar las primeras influencias de la banda. Por aquel entonces Mr. Bungle no experimentaba mucho, de hecho el único tema en el que experimenta la banda es en "Evil Satan". El hombre disfrazado de conejo de la portada era un compañero de clase, al cual convencieron para posar en las fotos.
En estilo musical de la banda presentado en esta grabación está orientado hacia el thrash metal y un primigenio death metal, considerándose además como un grupo pionero en este último subgénero junto con Sepultura, Obituary, Master, Death y Possessed.
En agosto de 2019, la banda anunció vía Facebook que interpretarían el demo completo junto a Dave Lombardo y Scott Ian en 3 conciertos agendados para febrero de 2020 en las ciudades de Los Ángeles, San Francisco y Nueva York, siendo estos los primeros shows de la banda en 20 años.
El 30 de octubre de 2020 la banda regrabó esta demo y la lanzó junto a otras canciones bajo el título de The Raging Wrath Of The Easter Bunny Demo.

## Lista de canciones
1. "Grizzly Adams"
2. "Anarchy up your Anus"
3. "Spreading the Thighs of Death"
4. "Hypocrities"
5. "Bungle Grind"
6. "Raping your Mind"
7. "Evil Satan"
8. "Sudden Death"

## Personal
- Mike Patton: Voces, bongos, silbato de lobos, silbato de tren, bajo en (4)
- Trevor Dunn: Bajo, kazoo, voces de fondo, guitarra en (4)
- Trey Spruance: Guitarras, videojuegos, trompeta, voces de fondo, voz principal en (4)
- Jed Watts: Batería, armónica, voces de fondo, "favores de fiesta"

con:
- Theo Lengyel:Saxofón, "hawaiana nariz tarareando"
- Martin Fos: arpa judía